# ابروزردک شکم‌زرد
ابروزردک شکم‌زرد (نام علمی: Elaenia flavogaster) نام یک گونه از سرده ابروزردک است.